# Dunakeszi
Dunakeszi é uma cidade da Hungria, situada no condado de Peste. Tem 31,06 km² de área e sua população em 2019 foi estimada em 43.490 habitantes.